# 赤いスカプラリオ

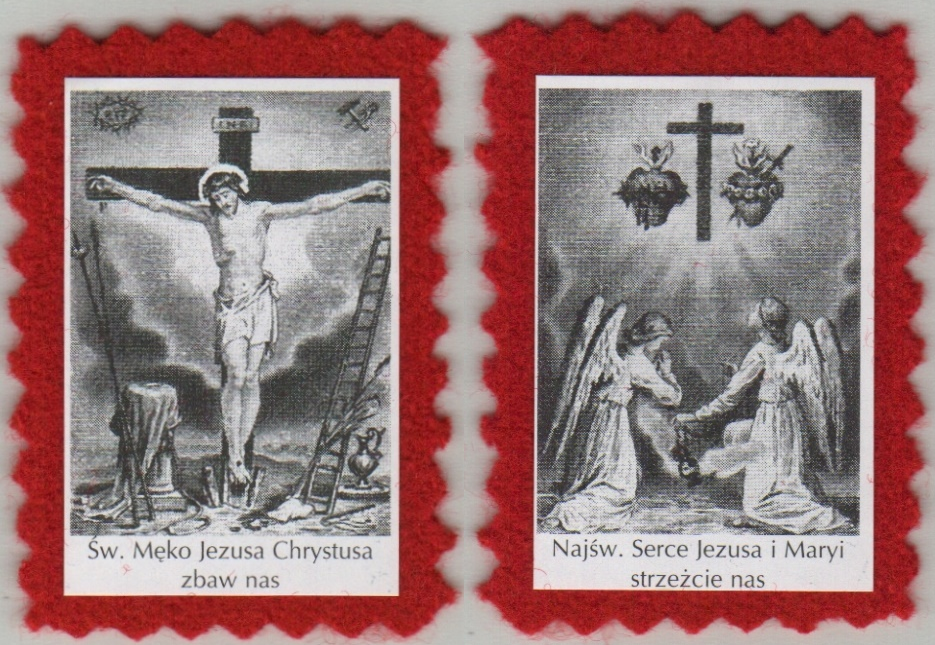
ご受難の赤いスカプラリオ 小さな十字架が縫い付けられている。

主の苦しみとイエスと聖母の聖心の赤いスカプラリオ（以下「赤いスカプラリオ」）は、カトリック教会の準秘跡としてのスカプラリオである。このスカプラリオについてはラザリスト会が関係する。 
このスカプラリオは単に「ご受難のスカプラリオ」「赤いスカプラリオ」と呼ばれる。スカプラリオには複数の種類があるが、他のスカプラリオと混乱させて、結びつけたりすべきではない。
スカブラリオには５色あるが、「赤いスカラプリオ」は他の5色のスカプラリオ（the Fivefold Scapular）の中で一番人気がある。

## 説明
「赤いスカラプリオ」とその肩紐は赤のウール地で作られていなければならない。そして他の殆どスカプラリオと異なり、これは必須の絵図が描かれる。
この片面には十字架と、キリストのご受難の責め具のいくつかが描かれ、次の言葉が書かれる。 「我らが主イエスキリストの聖なるご受難は我々を救う」（Holy Passion of Our Lord Jesus Christ Save Us.）  もう片方には小さな十字架がイエスの聖心と聖母の穢れなき聖心の上に絵が描かれ、この言葉が添えられる。「イエスとマリアの聖心は私たちを護る」(Sacred Hearts of Jesus and Mary, protect us.)

## 起源
「赤いスカプラリオ」は、聖ビンセンシオ・ア・パウロの愛徳姉妹会のアンドリュー修道女(Appoline Andriveau)に明かされたとカトリック教会では信じられている。 この伝説によると、フランス、トロイの彼女の修道院の中で、1846年7月26日から同年9月14日の間にイエスと聖母がこの修道女の前に現れるビジョンを見た。このビジョンの中でイエスと聖母は彼女に次のように約束した。「このスカプラリオを身に付け、イエス・キリストのご受難を瞑想するものには、毎週金曜日に、その信仰、希望、慈愛が大きく増すであろう。」
　シスター・アンドリューは、彼女が見た幻視は非常に鮮明で具体的であったという。彼女が霊的指導者へ宛てて書いた手紙によると、「キリストの顔は青ざめていたため、私は冷や汗をかいてしまった。我らの主の頭は先方へ傾いていた。私が思うには、長い荊の冠の棘が痛むのでこの姿勢になってしまったのか。」 彼女は、聖母が息を引き取ったキリストを抱きかかえる姿をも描写した。

ある日曜日の夕方、私が「十字架の道行」をしている時に、13留で、私には聖母が私に聖なる主のお身体を私の腕にお渡しになったように思えました。そしてこのようにおっしゃったのです。「世界がキリストの御受難を決して考えていないので、世界は自ら破滅を引き摺り降ろしている。あなたは、主のご受難を瞑想するために出来る限りのことをしなさい。救済するために」

聖ヴィンセントの祝日の夜にもシスター・アンドリューは、イエスがピラトの公邸で裁かれる様子や、十字架を背負って苦しむ姿などを克明に幻視をしている。
シスター・アンドリューは、イエスが十字架に磔（はりつけ）にされる時を描写している。そして、いかに無礼な扱いを受けたかを幻視して身震いした。そして、聖母が次のように語ったとする。「世界は破滅に向かって急いでいる。なぜならキリストの受難を考慮しないからです。あなたたち皆がキリストの苦しみを考慮できるようにしなさい。あなたたち皆が世界を救えるようになりなさい。」シスター・アンドリューが主張するには、この赤い血のスカプラリオを身に付けることは、キリストの受難というそろいの服を着ることでそしてそれが地獄の攻撃に対抗する強いよろいかぶとであり、精神的な敵の矢に対する突き通せない円盾であることを証明する。キリストの言葉によると、信仰と献身と共にそのスカプラリオを身に纏うもの全ては、許しの誓約、恵みの源を得るだろう。という。

## 教皇庁の承認
シスター・アンドリューの霊的な指導者であるJ.B.エチェンヌ神父（J. B. Étienne）は後年ローマに行き、教皇庁はシスター・アンドリューの赤いスカプラリオについて、稀な敏速さで対応し、1857年6月25日、教皇福者ピウス9世は教皇答書でこれを是認し、秘跡とすることを承認した。教皇はこのスカプラリオを身に付けることで、様々な罪の許しを与えられるとし、ラザリスト会にこのスカプラリオを祝福し、信仰と共に着衣させることを許可した。ラザリスト会の修道会長は、ラザリスト以外の司祭がこのスカブラリオを祝福し、着衣させることを許可した。それでこれらのスカブラリオは、現在、カトリック教会の司祭によって授与・着衣が行われる。

## 参照
- スカプラリオ
- 茶色のスカプラリオ
- 緑のスカプラリオ